# Forum na rzecz Demokracji
Forum na rzecz Demokracji (niderl. Forum voor Democratie, FvD) – holenderska eurosceptyczna partia polityczna o profilu prawicowym.

## Historia
Forum na rzecz Demokracji powstało w 2015 roku jako think tank kierowany przez Thierry’ego Baudeta. Organizacja była częścią grupy GeenPeil w czasie kampanii mającej miejsce przed referendum z kwietnia 2016 roku dotyczącym układu o stowarzyszeniu między Unią Europejską a Ukrainą. We wrześniu 2016 roku została przekształcona w partię polityczną, na której czele stanął jej dotychczasowy.
W lutym 2019 roku partia ta dołączyła do frakcji Europejskich Konserwatystów i Reformatorów, którą jednak ostatecznie opuściła w 2022 roku z powodu rozłamu i przyjęcia jej byłych deputowanych, którzy założyli partię JA21, do tej samej grupy. Następnie przez pewien czas ugrupowanie było powiązane z Tożsamością i Demokracją, ale ten sojusz również się rozpadł. Obecnie partia pozostaje niezrzeszona w ramach Parlamentu Europejskiego.

## Program
- Sprzeciw wobec przenoszenia nowych uprawnień na Brukselę.
- Rząd ekspertów.
- Przywrócenie kontroli granicznych (wystąpienie ze Strefy Schengen), sprzeciw wobec przyjmowania większej liczby imigrantów.
- Zrównoważony rozwój (zielona innowacyjna polityka, rolnictwo ekologiczne, ulgi podatkowe dla zakładów stosujących energię ze źródeł odnawialnych).
- Zwiększenie nakładów finansowych na armię, rozbudowa krajowego korpusu rezerwistów.
- Podniesienie kwoty wolnej podatku, zniesienie podatku od spadków, radykalne uproszczenie systemu podatkowego.
- Reforma edukacji na szczeblu podstawowym i średnim.
- Zwiększenie nakładów na infrastrukturę cyfrową, ograniczenie regulacji.

## Poparcie w wyborach

### Wybory doIzby Reprezentantów
| Wybory | Lider listy    | Wyniki  | Wyniki     | Mandaty | +/–  | Rząd     |
| Wybory | Lider listy    | Głosy   | %          | Mandaty | +/–  | Rząd     |
| ------ | -------------- | ------- | ---------- | ------- | ---- | -------- |
| 2017   | Thierry Baudet | 187 162 | 1,78 (#13) | 2/150   | Nowa | Opozycja |
| 2021   | Thierry Baudet | 521 102 | 5,02 (#8)  | 8/150   | 6    | Opozycja |
| 2023   | Thierry Baudet | 232 963 | 2,23 (#11) | 3/150   | 5    | Opozycja |

### Wybory doParlamentu Europejskiego
| Wybory | Lider listy     | Wyniki  | Wyniki     | Mandaty | +/–  |
| Wybory | Lider listy     | Głosy   | %          | Mandaty | +/–  |
| ------ | --------------- | ------- | ---------- | ------- | ---- |
| 2019   | Derk Jan Eppink | 602 507 | 10,96 (#4) | 3/26    | Nowa |
| 2024   | Ralph Dekker    | 155 187 | 2,49 (#12) | 0/31    | 3    |